# Actinia nigropunctata
Actinia nigropunctata is een zeeanemonensoort uit de familie Actiniidae. De anemoon komt uit het geslacht Actinia. Actinia nigropunctata werd in 2003 voor het eerst wetenschappelijk beschreven door Den Hartog & Ocaña. 